# James Orrock

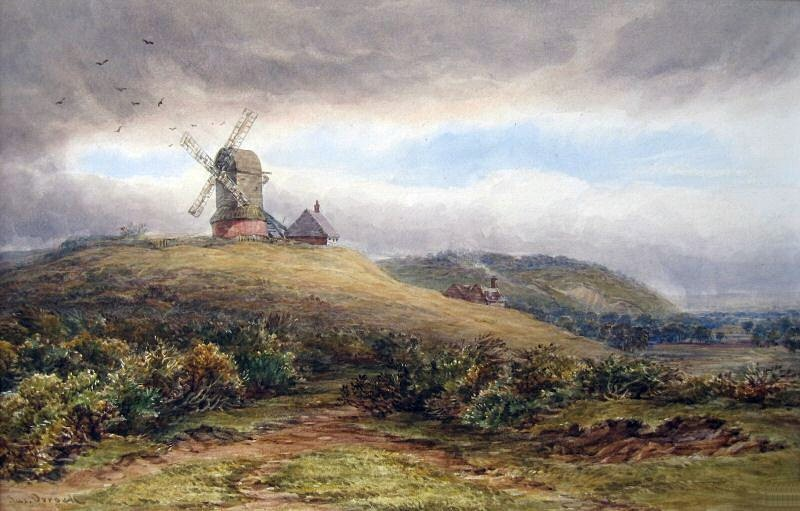
"Storm Approaching"

James Orrock RI, ROI (1829 – 10 de maio de 1913), foi um importante colecionador escocês de arte e cerâmica oriental, ilustrador e aquarelista de paisagens. A escala de seu envolvimento com o comércio de arte e com grandes colecionadores, como John Ruskin, é destacada no grande conjunto de dois volumes de livros publicados sobre ele por Byron Webber: publicado em Londres, Chatto e Windus 1903: James Orrock RI, Pintor, Conhecedor, Colecionador. Em vez de ser um falsificador, como alguns estudiosos modernos gostam de acreditar, Orrock era um entusiasta dedicado da arte britânica contemporânea e imitou alguns desses artistas em seu próprio trabalho. Ele ilustrou três livros no estilo de Turner: Mary Queen-of-Scots, 1906; Old England: sua história refletida em suas cenas, 1908; e, Na região da fronteira, 1906.

## Vida
James era filho de James Orrock, um cirurgião, dentista e farmacêutico de Edimburgo, que vivia em Elm Row, 17, no topo da Leith Walk. A família mudou-se para York Place, 2, quando ele era jovem.
Ele estudou medicina, cirurgia e odontologia na Universidade de Edimburgo, depois exerceu a profissão de dentista em Nottingham. Orrock estudou pintura com James Ferguson, William L. Leitch e John Burgess, matriculando-se mais tarde na Nottingham School of Design, onde foi ensinado por Thomas Stuart Smith.
Ele se estabeleceu em Londres em 1866, tornando-se associado do Royal Institute of Painters in Water Colours em 1871, expondo na Royal Scottish Academy e na Royal Academy. Seu estilo posterior foi altamente influenciado por David Cox, suas pinturas hoje estão em exposição em vários museus e galerias, incluindo o Victoria and Albert Museum.
Um forte defensor de JMW Turner e da arte britânica em geral (possuindo várias das obras mais importantes de JMW Turner), ele também era um colecionador apaixonado de móveis no estilo Adam decorados por Angelica Kauffman. Pintor de paisagens e aquarelista, acredita-se que ele tenha restaurado, alterado e melhorado obras de outros pintores de sua coleção. Orrock criou salas de arte de época em sua casa, que ele abriu ao público em geral.
Tendo comprado em duas ocasiões anteriores móveis e pinturas da coleção pessoal de Orrock, após a morte de Orrock, Lord Leverhulme comprou a maior parte de sua coleção de arte e cerca de mil de suas próprias pinturas. Parte dessa coleção foi usada para criar a Lady Lever Art Gallery em Port Sunlight.
Hoje, Orrock também é notável por ter encomendado muitas das cópias associadas às obras de John Constable. Sua associação com uma cópia da pintura A Sea Beach Brighton de Constable foi apresentada no programa Fake or Fortune? da BBC One. em janeiro de 2014. Thomas Griffith, amigo e agente/negociante de Turner, foi um dos executores de seu espólio. O artista presenteou uma grande peça do mar "Naufrágio, o Resgate" 161 x 222 cm. para Griffith (presumivelmente a documentada "Imagem Tempestuosa" que eles discutiram, precisando de limpeza e restauração por volta de 1844). Esta peça marinha foi uma das primeiras, se não a primeira, da série monumental de peças marinhas de Turner, por volta de 1801-02. Ele tinha apenas 26 anos na época e essa série o tornou famoso logo no início. "Naufrágio, o Resgate" passou de Sir JC Robinson, inspetor das pinturas da Rainha Vitória, para James Orrock Esq.